# 제16회 대구단편영화제
제16회 대구단편영화제는 2015년 8월 11일에 열린 시상식이다.

## 수상 및 후보

### 대상
- 초능력자 - 권만기 수상
- 옆 구르기 - 안주영 수상

### 연기상
- 그날 밤 외1편 - 김예은 수상

### 촬영상
- 옆 구르기 - 김기현 수상

### 애플시네마 대상
- 회상, 어둔 밤 - 심찬양 수상

### 애플시네마 우수상
- 은하비디오 - 김현정 수상

### 국내경쟁
- 방과 후 티타임 리턴즈 - 구교환
- 야누스 - 김성환
- 죽부인의 뜨거운 밤 - 이승주
- 고대전사 맘모스맨 - 허세준
- 벌레아이 - 김윤경
- 여름의 끝자락 - 곽새미 외1명
- 아빠가 죽으면 나는 어떡하지? - 남순아
- Each Other - 이규태
- 열린 사회와 그 적들 - 권혁준
- 굿바이 - 섹 알마문
- 지금 당장 유학을 가야해! - 김나경
- 탄피 - 전신환
- 고란살 - 서정신우
- 용산나이트 - 홍윤희
- 철남 - 노장식
- 우리가 택한 이 별 - 김정은
- 아아아 - 노영미
- 불꽃놀이 - 윤단비
- 계산은 나의 것 - 정서원
- 아빠의 맛 - 김인선
- 열정의 끝 - 곽은미
- 일출 - 양경모
- 토끼의 뿔 - 한인미
- 동물농장 - 최나라
- 영희씨 - 방우리

### 애플시네마
- 수지 오브라이언 - 고현석
- 동거동락 - 김헌
- 목장 - 남미소
- 그들 각자의 영화판 - 김홍완
- 꽃보다 아름다운 그 이름 - 현숙경
- 아무도 모른다 - 오세호

### 해외초청
- 캔 앤 술로찬 - 미야자키 미쓰요
- 사요나라, 사요나라, 사요나라 - 카타오카 히로키
- 원죄 - 호소이 타카토
- 히모카와 랩소디 - 나카무라 카요

### 야외 상영작
- 용산나이트 - 홍윤희
- 아빠가 죽으면 나는 어떡하지? - 남순아
- 동물농장 - 최나라
- 옆 구르기 - 안주영